# 宮代町
宮代町（みやしろまち）は、埼玉県の東部に位置し、南埼玉郡に属する町。
人口は約3万4千人。旧武蔵国埼玉郡。

## 地理
宮代町は埼玉県の東部中央に位置し、南北に縦長の町域を有する。東武伊勢崎線が町西部を沿って走り、日光線が町内の東武動物公園駅を起点として栃木、日光方面へと走る。町中央部には東武動物公園や日本工業大学がある。

### 河川
- 古利根川
- 中落堀川
- 仏供田落
- 新川用水
- 隼人堀川
- 高岩落川（高岩落堀）
- 備前前堀川
- 備前堀川
- 笠原沼落
- 逆井落（逆井落堀）
- 姫宮落川（爪田ヶ谷落堀）
- 笠原用水
  - 中須用水
  - 内郷用水
  - 百間用水

### 湖沼
- 笠原沼

## 歴史
- 古代から中世までは武蔵国太田荘（埼玉郡）に属す。2012年10月1日、白岡町の市制施行により、南埼玉郡唯一の町となった。
- 1871年（明治4年）11月14日 (旧暦) - 浦和県・忍県・岩槻県の3県が合併して埼玉県が誕生。
- 1889年（明治22年）4月1日 - 南埼玉郡百間村・百間東村・百間中村・百間金屋原組・百間西原村・百間中島村・蓮谷村が合併し、百間村が成立する。南埼玉郡須賀村・和戸村・西粂原村・東粂原村・国納村が合併し、須賀村が成立する。
- 1899年（明治32年）
  - 8月27日 - 東武鉄道（現・東武伊勢崎線）開通に伴い、杉戸駅（現・東武動物公園駅）開業。
  - 12月20日 - 和戸駅開業。
- 1927年（昭和2年）9月1日 - 姫宮駅開業。
- 1929年（昭和4年）4月1日 - 東武日光線が新鹿沼駅まで開通。同年10月1日に東武日光駅まで全通。
- 1955年（昭和30年）7月20日 - 南埼玉郡百間村と須賀村が合併し、宮代町となる。
- 1967年（昭和42年）4月 - 日本工業大学開校[2]。
- 1981年（昭和56年）3月28日 - 東武動物公園開園。
- 1982年（昭和57年）4月1日 - 埼玉県立宮代高等学校開校。
- 1989年（平成元年）4月1日 - 埼玉県立宮代養護学校（現・埼玉県立宮代特別支援学校）開校。
- 2005年（平成17年）2月14日 - 宮代町役場　新庁舎完成。
- 2011年（平成23年）3月11日 - 東北地方太平洋沖地震（東日本大震災）で震度6弱を記録[3]。東京都心から最も近い震度6弱の観測地点であった。
- 2016年（平成28年）10月31日 - 防災行政無線放送等変更。
- 2018年（平成30年）1月27日 - 字 道佛（どうぶつ）が住居表示を実施。道佛1 - 3丁目が成立。一部が宮代2丁目に編入[4]。

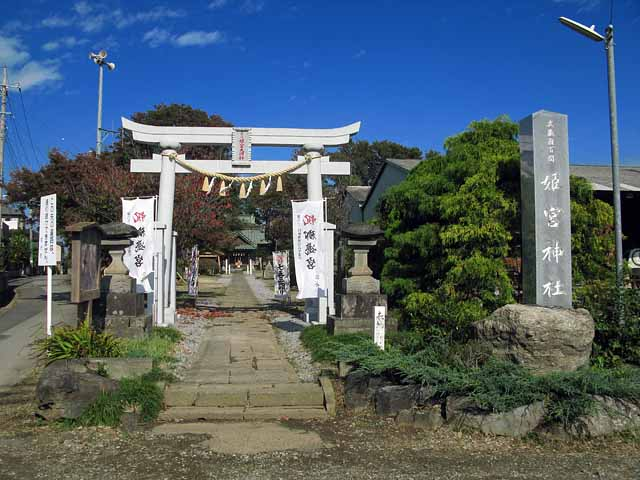
姫宮神社

町名の由来
百間村の総鎮守である「姫宮（ひめみや）神社」の「宮」と須賀村の総鎮守である「身代（このしろ）神社」の「代」を合成した地名。

### 大字、字、町の戸数
|                 | 百間村   | 須賀村    |
| --------------- | -------- | --------- |
| 昭和5年以前     | 7大字    | 5大字     |
| 昭和5年         | 12字     | 5大字     |
|                 | 宮代町   |           |
| 百間            | 須賀     |           |
| 昭和30年7月20日 | 12字     | 5大字     |
| 昭和45年頃      | 12字12町 | 5大字     |
| 平成19年        | 12字20町 | 5大字17町 |

### 市町村合併
- 2001年3月：埼玉県市町村合併推進要綱が策定。岩槻市・春日部市・南埼玉郡宮代町・北葛飾郡杉戸町・庄和町の2市3町による合併パターンが示された（他の合併パターンが示されたかどうかは不明）。
- 2002年
  - 7月：合併に関する住民アンケート（住民2千人対象）の結果が出た。合併の是非は、「合併は望ましい（41.8%）」・「どちらかというと望ましい（28.5%）」・「どちらかというと望ましくない（12.4%）」・「合併は望ましくない（7.2%）」・「わからない（9.4%）」だった。枠組みは、「杉戸町（69.1%）」・「春日部市（62.6%）」・「白岡町（46.7%）」・「久喜市（40.9%）」・「庄和町（20.9%）」・「岩槻市（20.1%）」などだった。
  - 10月 - 11月：合併に関する住民アンケートの結果が出た。その結果は、「春日部市を含む枠組み」が50.1%と過半数を占めた。
- 2003年4月1日：春日部市・杉戸町・庄和町と1市3町で法定協議会「春日部市・宮代町・杉戸町・庄和町合併協議会」を設置。2005年3月31日に新設合併により「春日部市」となる予定だった。1市3町が合併すれば、人口は323,453人（平成12年国勢調査）で、中核市へ移行する可能性があった。
- 2004年
  - 7月11日：1市3町で、合併の是非を問う住民投票が行われた結果、宮代町で反対が59%と過半数を占めた。
  - 7月12日：単独町制継続を表明した。
  - 9月30日：法定協議会「春日部市・宮代町・杉戸町・庄和町合併協議会」を解散した。
  - 10月4日：杉戸町との法定協議会設置を求める住民発議があり、否決した（杉戸町は可決）。
- 2005年
  - 1月：杉戸町とともに1市3町での合併協議再開を検討へ。
  - 2月4日：春日部市・杉戸町・庄和町との1市3町での法定協議会を求める住民発議があり、杉戸町は議会付議したが、春日部市・庄和町が議会付議しなかったため不成立。1市3町での合併特例法期限内での合併を断念した。
  - 10月1日：春日部市・庄和町が新設合併し、「春日部市」となった。
- 2007年
  - 11月：合併に関する住民アンケートを実施。その結果は、「春日部市を含む枠組み」が42.5%と最多だった。
  - 11月29日：春日部市・杉戸町との合併を検討へ。
  - 12月13日：杉戸町に春日部市との1市2町での合併検討のための意見交換会設置を申し入れした。
- 2008年
  - 9月29日：議会が「春日部市を含む枠組みとする合併推進の決議に関する請願」を採択した。
  - 10月3日：議会が「春日部市を含む枠組みでの合併推進を求める決議案」を可決した。
  - 10月6日 - 10月7日：春日部市・杉戸町に1市2町での合併協議を申し入れした。
  - 11月27日：1市2町で研究会「春日部市・宮代町・杉戸町合併研究会」を設置。2010年3月31日までに編入合併により「春日部市」となる予定であった。1市2町が合併すれば、人口は319,772人（平成17年国勢調査）で、中核市へ移行する可能性があった。
- 2009年
  - 5月17日：杉戸町で行われた“杉戸町が春日部市及び宮代町と合併することの是非に関する住民投票 ”において前回に次いで反対が賛成を上回った。
  - 5月22日：1市2町での合併を断念、「春日部市・宮代町・杉戸町合併研究会」を解散した。

## 人口
2019年6月1日現在、推計人口34,118人。現在東武動物公園駅西口において駅前再開発を行っていて、それに伴い周辺の宅地造成も再開し人口は下げ止まりつつある。
20歳前後で人口が突出して多くなっているが、これは町内にある日本工業大学の学生が多く居住するためである。
| |                                        |  |
| 宮代町と全国の年齢別人口分布（2005年） | 宮代町の年齢・男女別人口分布（2005年） |  |
| ■紫色 ― 宮代町 ■緑色 ― 日本全国 | ■青色 ― 男性 ■赤色 ― 女性              |  |
| 宮代町（に相当する地域）の人口の推移 \| 1970年（昭和45年） \| 16,656人 \| \| \| 1975年（昭和50年） \| 22,526人 \| \| \| 1980年（昭和55年） \| 29,537人 \| \| \| 1985年（昭和60年） \| 31,212人 \| \| \| 1990年（平成2年） \| 33,837人 \| \| \| 1995年（平成7年） \| 35,712人 \| \| \| 2000年（平成12年） \| 35,193人 \| \| \| 2005年（平成17年） \| 34,620人 \| \| \| 2010年（平成22年） \| 33,636人 \| \| \| 2015年（平成27年） \| 33,705人 \| \| \| 2020年（令和2年） \| 34,147人 \| \| |                                        |  |
| 総務省統計局 国勢調査より |                                        |  |
| 1970年（昭和45年） | 16,656人                               |  |
| 1975年（昭和50年） | 22,526人                               |  |
| 1980年（昭和55年） | 29,537人                               |  |
| 1985年（昭和60年） | 31,212人                               |  |
| 1990年（平成2年） | 33,837人                               |  |
| 1995年（平成7年） | 35,712人                               |  |
| 2000年（平成12年） | 35,193人                               |  |
| 2005年（平成17年） | 34,620人                               |  |
| 2010年（平成22年） | 33,636人                               |  |
| 2015年（平成27年） | 33,705人                               |  |
| 2020年（令和2年） | 34,147人                               |  |

## 行政

### 町長
- 新井康之（2017年10月17日就任、2期目）

| 代   | 氏名       | 就任年月日     | 退任年月日     |
| ---- | ---------- | -------------- | -------------- |
| 初代 | 斎藤甲馬   | 1955年9月3日   | 1982年2月27日  |
| 2代  | 日下部義道 | 1982年4月18日  | 1993年8月31日  |
| 3代  | 榊原一雄   | 1993年10月17日 | 2009年10月16日 |
| 4代  | 庄司博光   | 2009年10月19日 | 2013年10月16日 |
| 5代  | 榎本和男   | 2013年10月17日 | 2017年10月16日 |
| 6代  | 新井康之   | 2017年10月17日 | 現職           |

### 広域行政
同町では以下の広域行政を行っている。
一部事務組合
- 埼玉東部消防組合 - 消防事務の処理
- 久喜宮代衛生組合 - 一般廃棄物の処理
- 広域利根斎場組合 - 火葬場・葬祭場運営

協議会
- 田園都市づくり協議会 - 久喜市・蓮田市・幸手市・白岡市・南埼玉郡宮代町・北葛飾郡杉戸町で構成している。
- 埼玉利根保健医療圏医療連携推進協議会（とねっと） - （利根保健医療圏（行田市・加須市・羽生市・久喜市・蓮田市・幸手市・白岡市・宮代町・杉戸町）内の医師会・自治体、「地域医療再生計画」への提案を行った実施事業者、埼玉県加須保健所・埼玉県幸手保健所で構成し、複数医療施設にまたがる医療情報を共有化して、住民（患者）を中心とした一貫性のある医療サービスを提供している。

## 経済

### 産業
- 産業人口
  - 第1次産業：2.9%
  - 第2次産業：27.8%
  - 第3次産業：69.3%

### 製造業
- トクホン - 同町内に研究所と工場がある。

### 小売業
- セキ薬品 - 同町内に本社を置く。

### 金融機関
- 埼玉りそな銀行宮代支店
- 川口信用金庫宮代支店
- 南彩農業協同組合（JA南彩）
  - 宮代支店

### マスメディア
ケーブルテレビ
- ジェイコム埼玉・東日本埼玉県央（営業区域:宮代町全域）

## 地域

### 平均年齢
46.9歳（男＝45.8歳、女＝48.0歳）2012年1月1日現在

### 教育
小学校
- 宮代町立笠原小学校
- 宮代町立須賀小学校
- 宮代町立東小学校
- 宮代町立百間小学校

中学校
- 宮代町立須賀中学校
- 宮代町立前原中学校
- 宮代町立百間中学校

高等学校
- 埼玉県立宮代高等学校

特別支援学校
- 埼玉県立宮代特別支援学校

大学
- 日本工業大学

### 公共施設

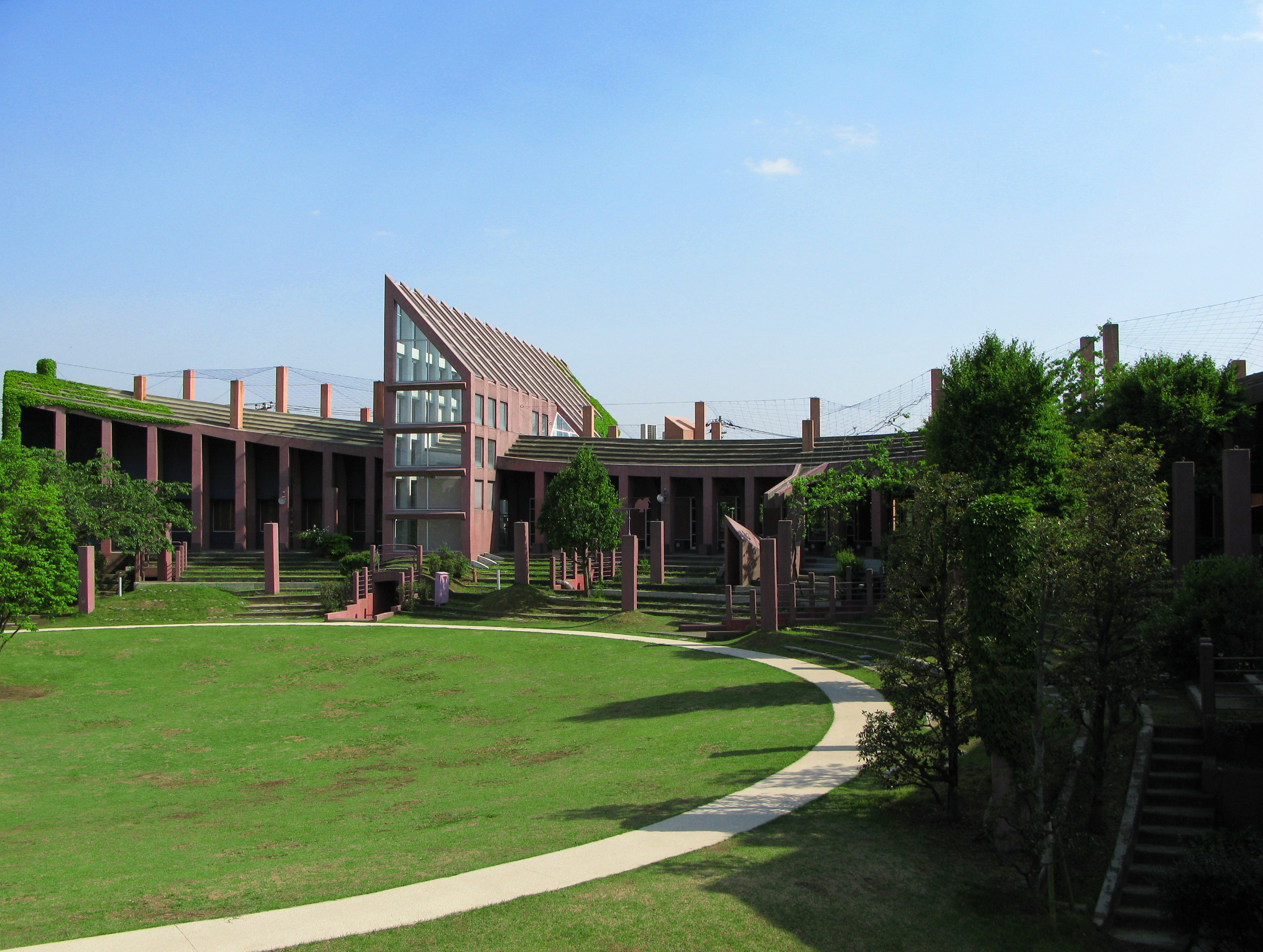
進修館

- 宮代町立図書館
- 宮代町郷土資料館
- コミュニティセンター進修館
- いきがい活動センター「ぱれっとみやしろ」
- 宮代町総合運動公園・体育館「ぐるる宮代」
- 運動場・広場「はらっパーク宮代」
- 新しい村
- いきがい活動センター
- ふれ愛センター
- 道仏区画整理事務所
- 保健センター
- 勤労者体育センター

広域利用
（図書館ほかの各市町の施設）の相互利用により、宮代町が指定する施設を下記の住民も利用が可能である。
- 東部中央都市連絡協議会（春日部市、蓮田市、白岡市、南埼玉郡宮代町、北葛飾郡杉戸町）の住民。
- 田園都市づくり協議会（久喜市、蓮田市、幸手市、南埼玉郡宮代町、南埼玉郡白岡町、北葛飾郡杉戸町）の住民。

### 消防
- 埼玉東部消防組合（消防広域化前は久喜地区消防組合）
  - 宮代消防署
- 宮代町消防団

### 警察
- 杉戸警察署（杉戸町）
  - 東武動物公園駅前交番
  - 姫宮駐在所
  - 須賀駐在所

### 電話番号
市外局番は町内全域が「0480」。同一市外局番の地域との通話は市内通話料金で利用可能（久喜MA）。収容局は杉戸別館局のみ。

### 郵政
郵便番号は町内全域が「345-08xx」（杉戸郵便局が集配を担当）である。
- 宮代郵便局
  - 宮代姫宮郵便局
  - 宮代和戸郵便局

## 交通

### 鉄道
- 東武鉄道
  - 伊勢崎線
    - 姫宮駅 - 東武動物公園駅 - 和戸駅

  - 日光線
    - 東武動物公園駅

伊勢崎線と日光線が分岐する東武動物公園駅は終日に渡って始発列車が設定されており、特急「りょうもう」が停車する主要駅である。町内で最も乗降人員が多い駅も東武動物公園駅であり、町役場は同駅の西口に位置する。東武動物公園が開園する前の同駅は、百間村の対岸にあった日光街道の杉戸宿にちなみ、杉戸駅と名乗っていた。
伊勢崎線は東武動物公園駅から春日部方で「東武スカイツリーライン」の愛称区間となっている。

### バス
- 路線バス
  - 朝日自動車 - 東武動物公園駅東口から2路線が運行されているが、町内のバス停は1箇所のみである。
  - 茨城急行自動車 - 東武動物公園駅西口から東武動物公園までを結ぶシャトルバスのみである。
- コミュニティバス
  - 宮代町町内循環バス（朝日自動車が運行委託）
  - 久喜市内循環バス（協同バスが運行委託） - 久喜駅東口を発着する1路線で、町内のバス停は和戸の2箇所のみである。
- 深夜急行バス
  - 東武バスセントラル
    - ミッドナイトアロー久喜・東鷲宮 - 町内は降車のみ。

路線バスのうち、朝日バスの2路線は東武動物公園駅東口から大落古利根川を渡るため、町内のバス停は東武動物公園駅東口の1箇所のみである。また、茨城急行自動車の路線は東武動物公園へのシャトルバスとして運行されている。そのため、町内のバス路線は専ら宮代町町内循環バスが担っている。また久喜市内循環バスが町内北西部を経由しており、こちらは久喜駅東口を発着する。
深夜急行バスは上野駅から発車する東武バスのミッドナイトアローが設定されているが、町内からの乗車はできず、降車のみ取り扱う。

### タクシー
タクシーの営業区域は県南東部交通圏で、春日部市・草加市・越谷市・久喜市・八潮市などと同じエリアとなっている。

### 道路
高速道路
- 首都圏中央連絡自動車道（和戸地区を通過しているが、町内にインターチェンジは置かれていない。）

県道
- 主要地方道
  - 埼玉県道65号さいたま幸手線
  - 埼玉県道85号春日部久喜線
- 一般県道
  - 埼玉県道154号蓮田杉戸線
  - 埼玉県道406号姫宮停車場線
  - 埼玉県道408号東武動物公園停車場線
  - 埼玉県道409号和戸停車場線

## 名所・旧跡・観光スポット・祭事・催事
- 東武動物公園
- はらっぱーく宮代

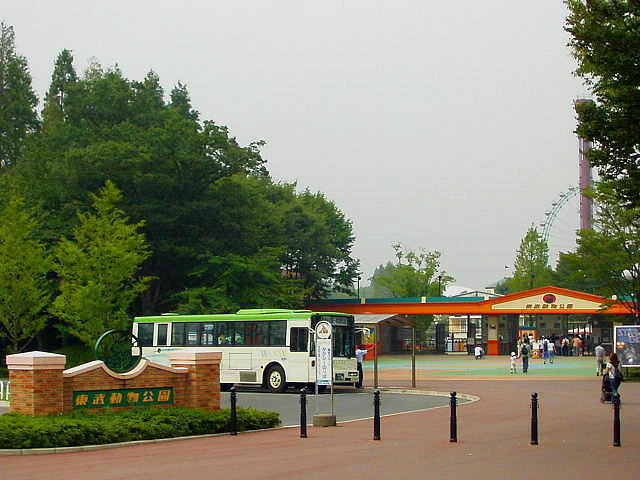
東武動物公園正面ゲート

- 妙本寺 - 日蓮正宗寺院-開山は日尊で1303年（乾元2年）建立。

戒名「拳王院法政信士」たる大場政夫の墓が有り今でもファンが訪れている。

## 著名な出身者
- 島村盛助（英文学者）
- 國府田マリ子（声優）
- 片桐仁（俳優・お笑い芸人・彫刻家）
- 新井康之（宮代町長）
- 津久井佳祐（プロサッカー選手）

國府田マリ子、片桐仁の2名は2010年「宮代町外交官」第1号に就任した。外交官活動の一環として、平成22年度と23年度の期間限定で國府田マリ子の直筆サイン入りアルバムを宮代町へのふるさと納税の記念品としていた。2011年には宮代町在住の小説家の鳥羽亮が新たに「宮代町外交官」に就任した。

## 町のシンボル
- 町民憲章（1985年11月制定）[2]
- 町の木「シイガシ」 公募をもとに1985年11月制定[2]
- 町の花「ハクモクレン」 公募をもとに1985年11月制定[2]
- 町民音頭 - 宮代音頭（作詞：関根利根雄, 作曲：近藤　俊一, 編曲：南郷　達也）1985年7月制定[2]